# Oldenlandia friesiorum
Oldenlandia friesiorum är en måreväxtart som beskrevs av Cornelis Eliza Bertus Bremekamp. Oldenlandia friesiorum ingår i släktet Oldenlandia och familjen måreväxter. Inga underarter finns listade i Catalogue of Life.